# 海南条蕨
海南条蕨（学名：Oleandra hainanensis）为条蕨科条蕨属下的一个种。其种加词“hainanensis”意为“海南的”。
现接受名为光叶蓧蕨（Oleandra musifolia (Blume) C.Presl, 1851）。